# William A. Spicer
William Ambrose Spicer (Freeborn, 19 de diciembre de 1865-Takoma Park, 17 de octubre de 1952) fue un pastor, misionero y teólogo adventista que se desempeñó como presidente de la Asociación General de los Adventistas del Séptimo Día entre 1922 y 1939.

## Biografía
Spicer nació el 19 de diciembre de 1865 en Freeborn, Minnesota. Sus padres eran maestros Bautistas del Séptimo Día. Los Spicer aceptaron la fe adventista en 1874. Spicer trabajó para la iglesia en los Estados Unidos, Inglaterra e India, donde el Spicer College lleva su nombre. Sirvió como Secretario de la Asociación General durante la presidencia de A. G. Daniells y Daniells sirvió como presidente durante los años de Spicer en la presidencia de la Asociación General. Estos dos hombres lideraron la iglesia adventista en las primeras tres décadas del siglo XX.

### 1887–1903
Las responsabilidades de Spicer dentro de la iglesia durante este periodo incluyeron asistir a Stephen Haskell como su secretario. Esto llevó a Spicer, de sólo 22 años a Inglaterra, donde ganó experiencia como editor de The Present Truth (La verdad presente, la cual daría origen a la Revista Adventista) y como asistente de campañas evangelísticas. En 1892, volvió a los Estados Unidos y sirvió como secretario del recién establecido (1889) Concejo de Misiones Extrajeras. Este fue el comienzo de décadas de liderazgo de Spicer en el desarrollo de la misión de la iglesia adventista.

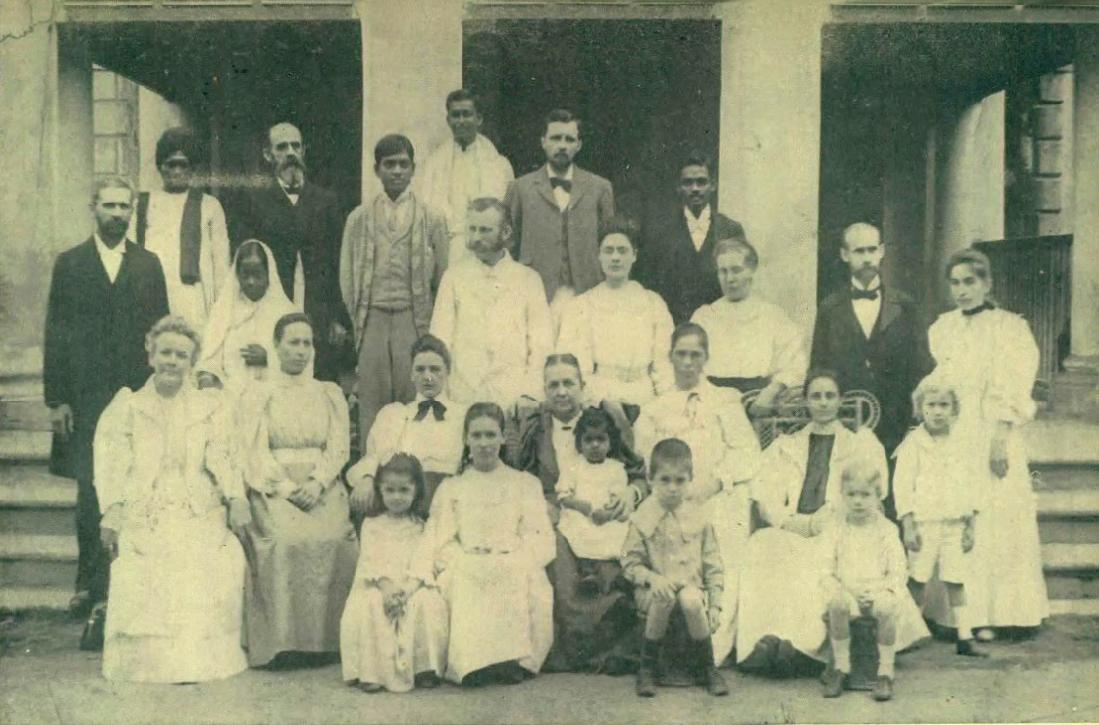
W. A. Spicer: 1898 en India. (El segundo de derecha a izquierda en la fila de atrás.)

En 1898, Spicer trabajó en India como editor del Oriental Watchman (El atalaya oriental).

### Secretario de la Asociación General, 1903–1922
Como secretario de la Asociación General, Spicer asistió al presidente A. G. Daniells en la preparación de la respuesta de la iglesia sobre diversos asuntos. Las crisis de Daniells fueron a menudo enfrentadas con la ayuda de Spicer, como por ejemplo: la reorganización de la iglesia que se logró en las sesiones de la Asociación General de 1901 y 1903; la disputa teológica entre Daniells y Kellogg; problemas raciales que surgieron; etc.
Spicer y Daniells dirigieron la iglesia con un fuerte énfasis en la misión. Nuevas oportunidades ocasionaron la reorganización de instituciones existentes y permitieron la creación de nuevas. Spicer vio estas oportunidades para esparcir el mensaje adventista como una señal del cumplimiento de la profecía. En 1914, en un reporte a la iglesia adventista en el mundo:

…y el mismo Dios viviente que lanzó el movimiento adventista en su camino en el momento exacto de la profecía (1844), comenzó al mismo tiempo de una manera especial a abrir puertas de acceso a “cada nación, tribu, pueblo y lengua”. Hemos visto el camino abierto una y otra vez inmediatamente ante nuestros propios pies a medida que los heraldos del mensaje del tercer ángel han entrado los distintos países.
 William A. Spicer Open Doors in the Mission Fields a Sign of the End.

Spicer informó sobre el conflicto entre Kellogg y el liderazgo de la iglesia adventista. Se reunió con Kellogg y discutió con él sobre sus ideas panteístas.
La Iglesia Adventista del Séptimo Día Movimiento de Reforma se formó como resultado de las acciones de L. R. Conradi y cierto líderes de iglesia europeos durante la Primera Guerra Mundial quienes decidieron que era aceptable para los adventistas participar en la guerra, lo que estaba en clara oposición a la posición histórica de la iglesia que siempre había mantenido una actitud de no-combatientes. Desde la guerra civil estadounidense, los adventistas eran conocidos como no-combatientes y realizaban labores en hospitales prestando atención médica. La Asociación General de los Adventistas del Séptimo Día envió a Spicer a investigar sobre estos cambios. Sin embargo, Spicer no pudo resolver el cisma.

### Presidente de la Asociación General, 1922–1930
Con la experiencia adquirida como Secretario de la Asociación General, Spicer fue elegido presidente de la Asociación General durante el congreso de 1922. Contunuó con el compromiso de misión de la iglesia para expandir el mensaje adventista por el mundo. Se lo conocía a través de toda la denominación como un editor y escritor de éxito, un gran predicador un hábil organizador y un entusiasta misionero.